# Benito Boniato
Benito Boniato, que duia el subtítol "estudia bachillerato" va ser una sèrie de còmics d'humor creada per Fresno's per a la revista Zipi y Zape, d'Editorial Bruguera en 1977.

## Trajectòria editorial
Benito Boniato va ser un dels personatges més populars de Carlos i Luis Fresno, publicant-se en diverses revistes de l'editorial i gaudint de deu àlbums l'any 1984 a una col·lecció pròpia dins el segell de la col·lecció Olé! que van ser recopilades íntegrament seguint el mateix ordre, que no era l'original, en dos Super Humor (1984-1985), també una col·lecció pròpia titulada Super Humor Benito Boniato, amb numeració independent.
Tres de les seves historietes, recopilades als números 1, 2 i 6 de la col·lecció Olé (i poc després als Super Humors) eren de llarga extensió. La del nº1 Superhero del cómic (1981) tenia 60 pàgines i es va publicar originalment als nº103 a 109, 115, 116 i 119 a 121 de Super Zipi y Zape. A la història se les tenia amb el seu dibuixant (apareix només un, que mai es veu bé, entre ombres o d'esquenes, al que anomena "Fresnos") tractant d'assemblar-se a conegut herois publicats en còmic (Tarzan, James Bond, Superman…) esperant que li sortissin les coses bé. La història recopilada al nº2 era La saga de los Boniato (1980), de 44 pàgines, publicada originalment a Zipi y Zape nº449 a 459, el seu descendent del segle XXI ha de fer un treball d'història i fa servir una màquina del temps per veure als seus avant-passats des de la prehistòria fins al futur, excepte quan vol veure el del segle xx, que visita un museu on hi ha un còmic de la revista Zipi y Zape. La història del nº6 Los juegos deportivos també té 44 pàgines i narra les peripècies de Benito i els seus amics preparant-se pels jocs esportius interescolar. Es va publicar originalment a Zipi y Zape nº465 a 475.
Els àlbums 7 i 8 de la col·leccció Olé, a més de Benito Boniato, també incloïen historietes de Ornelo, un altre personatge de Fresno's, de l'época medieval.
El 2009 se li va dedicar un àlbum de la sèrie Clásicos del Humor, el nº29 de la col·lecció de RBA.

## Valoració
El crític Antoni Guiral busca les raons de l'èxit de Benito Boniato en la connexió que els germans Fresno van saber entaular amb els seus lectors, aprofitant que tenien encara propera la seva època estudiantil quan van crear la sèrie. El seu estil gràfic era, a més, molt cuidat, amb clares reminiscències de André Franquin.